# 894-й истребительный авиационный полк
894-й истребительный авиационный полк (894-й иап) — воинская часть Военно-воздушных сил (ВВС) Вооружённых Сил РККА, принимавшая участие в боевых действиях Великой Отечественной войны, перешедшая после распада СССР под юрисдикцию Украины.

## Наименования полка
За весь период своего существования полк несколько раз менял своё наименование:
- 894-й истребительный авиационный полк;
- 894-й истребительный авиационный полк ПВО;
- 894-й истребительный авиационный полк;
- 9-й истребительный авиационный полк ВВС Украины;
- Полевая почта 23257.

## Создание полка
894-й истребительный авиационный полк сформирован в период с 1 апреля 1942 года по 1 июля 1942 года в 8-м запасном истребительном авиационном полку Приволжского военного округа на аэродроме Багай-Барановка Саратовской области на основе 8-й и 9-й отдельных истребительных эскадрилий ПВО на самолётах Як-1.

## Переформирование полка
- После распада СССР 894-й истребительный авиационный полк перешёл под юрисдикцию Украины и вместе с 28-м корпусом ПВО включён в 8-ю ОА ПВО и ВС Украины.
- В 2000 году преобразован в 9-й иап ВВС Украины (в/ч А3123, аэродром Озёрное Житомирской области, в дальнейшем развёрнут в 9-ю истребительную авиационную бригаду ВВС Украины, которая в 2011 году была реорганизована в 39-ю отдельную эскадрилью тактической авиации (в/ч А2038), а затем, 1 января 2018 года, вновь переформирована в бригаду.

## В действующей армии
В составе действующей армии:
- с 5 июля 1942 года по 1 января 1945 года.

## Командиры полка
| Звание         | Имя                          | Период                  | Примечание |
| -------------- | ---------------------------- | ----------------------- | ---------- |
| капитан, майор | Полухин Александр Михайлович | 14.05.1942 — 27.03.1943 |            |
| майор          | Колесник Владимир Семёнович  | 29.03.1943 — 06.01.1947 |            |
| полковник      | Шмырков Генрих Иванович      | 1973                    |            |

## В составе соединений и объединений
| Период        | Фронт (округ)               | армия                                | корпус                                    | дивизия                                      | примечание                                |
| ------------- | --------------------------- | ------------------------------------ | ----------------------------------------- | -------------------------------------------- | ----------------------------------------- |
| 01.04.1942 г. | Приволжский военный округ   | ВВС округа                           |                                           | 8-й запасной истребительный авиационный полк | Багай-Барановка Саратовской области, Як-1 |
| 05.07.1942 г. | Западный фронт              | 1-я воздушная армия                  |                                           | 215-я смешанная авиационная дивизия          | Як-1                                      |
| 23.07.1942 г. | Воронежский фронт           | Воронежско-Борисоглебский район ПВО  |                                           | 101-я истребительная авиационная дивизия ПВО | Як-1                                      |
| 09.06.1943 г. | Воронежский фронт           | Воронежский район ПВО                | 9-й истребительный авиационный корпус ПВО |                                              | Як-1                                      |
| 29.06.1943 г. | Западный фронт ПВО          | Воронежский район ПВО                | 9-й истребительный авиационный корпус ПВО |                                              | Як-1                                      |
| 20.10.1943 г. | Западный фронт ПВО          | Курский район ПВО                    | 9-й истребительный авиационный корпус ПВО |                                              | Харрикейн                                 |
| 20.11.1943 г. | Западный фронт ПВО          | Киевский район ПВО                   | 9-й истребительный авиационный корпус ПВО |                                              | Харрикейн                                 |
| 01.12.1943 г. | Западный фронт ПВО          | Курский район ПВО                    |                                           | 148-я истребительная авиационная дивизия ПВО | Харрикейн                                 |
| 29.02.1944 г. | Западный фронт ПВО          | Киевский район ПВО                   | 9-й истребительный авиационный корпус ПВО |                                              | Харрикейн                                 |
| 01.04.1944 г. | Южный фронт ПВО             | 7-й корпус ПВО                       | 9-й истребительный авиационный корпус ПВО |                                              | Харрикейн                                 |
| 01.04.1944 г. | Юго-Западный фронт ПВО      | 7-й корпус ПВО                       | 9-й истребительный авиационный корпус ПВО |                                              | Харрикейн                                 |
| 09.05.1945 г. | Юго-Западный фронт ПВО      | 7-й корпус ПВО                       | 9-й истребительный авиационный корпус ПВО |                                              | Харрикейн                                 |
| 28.02.1946 г. | Киевский округ ПВО          | 7-й корпус ПВО                       |                                           | 120-я истребительная авиационная дивизия ПВО | Харрикейн, Як-9                           |
| 01.03.1960 г. | 8-я отдельная армия ПВО     |                                      |                                           | 19-я дивизия ПВО                             | МиГ-15, Су-9                              |
| 01.03.1980 г. | Прикарпатский военный округ | ВВС Прикарпатского военного округа   |                                           |                                              | МиГ-23МЛ                                  |
| 1982 г.       | Ставка ВГК                  | 24-я воздушная армия ОН ВГК          |                                           | 138-я истребительная авиационная дивизия     | МиГ-23МЛ                                  |
| 15.04.1986 г. | ПВО                         | 2-я ОА ПВО                           | 28-й корпус ПВО                           | 138-я истребительная авиационная дивизия     | МиГ-23МЛ                                  |
| 01.01.1992 г. | ПВО                         | 8-я отдельная армия ПВО и ВС Украины | 28-й корпус ПВО                           | 138-я истребительная авиационная дивизия     | МиГ-23МЛ                                  |
| 01.06.1992 г. | ПВО                         | 8-я отдельная армия ПВО и ВС Украины | 28-й корпус ПВО                           | 138-я истребительная авиационная дивизия     | МиГ-23МЛ                                  |

## Первая известная воздушная победа полка
Первая известная воздушная победа полка в Великой Отечественной войне одержана 09 июля 1942 года: группой 4 Як-1 в воздушном бою в районе д. Сиголаево сбит немецкий истребитель Ме-109.

## Отличившиеся воины полка
- Абрамчук Николай Иванович, капитан, командир эскадрильи 894-го истребительного авиационного полка 101-й истребительной авиационной дивизии ПВО Воронежско-Борисоглебского дивизионного района ПВО 9 октября 1943 года удостоен звания Герой Советского Союза. Золотая Звезда № 239.

## Статистика боевых действий
Всего за годы Великой Отечественной войны полком:
| Выполнено боевых вылетов | Сбито самолётов в воздухе | Сбито аэростатов |
| ------------------------ | ------------------------- | ---------------- |
| 1554                     | 25                        | 1                |

Свои потери:
| Потеряно самолётов, всего | Погибло лётчиков всего |
| ------------------------- | ---------------------- |
| 4                         | нет данных             |

## Базирование
| Период            | Аэродромы                   |
| ----------------- | --------------------------- |
| 04.1945 — 01.1992 | Озёрное Житомирская область |

## Самолёты на вооружении
| Период      | Самолёты         |
| ----------- | ---------------- |
| 1942 — 1944 | Як-1             |
| 1943 — 1946 | Харрикейн        |
| 1945 — 1953 | Як-9             |
| 1953 — 1959 | МиГ-15           |
| 1959 — 1979 | Су-9             |
| 1979 — 1992 | МиГ-23М, МЛ, МЛД |